# Шмидт, Дмитрий Аркадьевич
Дми́трий Арка́дьевич Шмидт (настоящее имя — Давид Аронович Гутман; 1896 — 1937) — русский и советский военный, участник Первой мировой и Гражданской войн, кавалер двух орденов Красного Знамени РСФСР, полный Георгиевский кавалер, комдив Красной Армии, возглавлявший первые в мире механизированные соединения, созданные в СССР.

## Биография

### Ранние годы
Давид Аронович Гутман родился в 1896 году в городе Прилуки Полтавской губернии (ныне — Черниговская область Украины) в еврейской мещанской семье. Отец был служащим-конторщиком страхового агентства (по другим данным – сапожник), мать — набойщицей папирос на махорочной фабрике.
Получил домашнее образование. До службы в царской армии работал подручным слесаря, слесарем, киномехаником в Прилуках.

### Служба в царской армии
Был призван на службу в армию в январе 1915 года в связи с началом Первой мировой войны, воевал на Юго-Западном фронте. В феврале 1916 года получил звание прапорщика. Неоднократно отличался в боях, за боевые заслуги был награждён Георгиевскими крестами четырёх степеней, став полным Георгиевским кавалером. Был трижды ранен.
В 1915 году вступил в РСДРП(б). Взял себе псевдоним „Шмидт“ в честь руководителя восстания на крейсере «Очаков» П. П. Шмидта. Во время Февральской революции 1917 года возглавил партийную организацию одной из дивизий 12-го армейского корпуса. За этим последовал арест, тюрьма в городе Николаеве и полицейский надзор вплоть до октября 1917 года В начале октябрьских событий поступил на флот, стал командиром одного из ударных отрядов против иностранных интервентов. Последние чин и должность в старой армии – поручик, временно исполняющий должность командира батальона.
В январе 1918 года вернулся на родину, в Прилуки, где стал комендантом. Являлся активным участником установления в городе и прилегающих районах Советской власти. Был захвачен в плен петлюровцами и приговорён к расстрелу, однако при приведении приговора в исполнение остался жив, получив лишь ранение. Когда после заключения Брестского мира немецкие и австрийские войска оккупировали Украину, осенью 1918 года вошёл в подпольный большевистский ревком и партизанский отряд в Прилуцком уезде.

### Гражданская война
Добровольно вступил в Красную Армию. Отряд Шмидта к октябрю 1918 года вырос в 7-й Суджанский повстанческий (позднее – 5-й Украинский Советский) полк 46-й стрелковой дивизии. затем, в феврале 1919, во 2-ю сводную бригаду. С апреля 1919 командовал сводной бригадой, которая в составе 37-й стрелковой дивизии участвовала в освобождении Украины от петлюровцев. Бригада взяла города Полтаву, Кременчуг, Бердичев, Шепетовку. За мужество и храбрость в многочисленных боях комбриг был удостоен ордена Красного Знамени (приказ РВС Республики № 505 от 19 октября 1920). В представлении указывалось: «за мужество и храбрость, проявленные им в многочисленных боях с противником: при взятии города Рыльска, железнодорожного узла Люботин и под Кременчугом во время переправы наших войск через реку Днепр и взятии посада Крюково… Кроме того, под его личным командованием бригадой во время тяжелых боев под Шепетовкой был сдержан напор неприятеля у Судилково, что способствовало разгрому главных сил петлюровской армии… тов. Шмидт был тяжело контужен, но оставался в строю, продолжая лично командовать бригадой и лично действовать у орудия в бою с бронепоездом противника». Командующим вооружёнными силами Украины (командующим Украинским фронтом) В. А. Антоновым-Овсеенко представлялся к награждению Почётным революционным оружием.
Когда в марте 1919 года была провозглашена Венгерская Советская республика, один из её основателей, народный комиссар по военным делам Венгрии Тибор Самуэли прилетел на самолёте в Москву, чтобы обсудить с В. И. Лениным перспективы мировой революции. В Москве он встретился со Шмидтом и настолько был очарован его личностью, что попросил советское руководство назначить Шмидта командующим группировкой для прорыва через границы Польши в Венгрию. Однако план не был реализован, а Венгерская советская республика пала в августе 1919 года.
Начальник штаба ВОХР Ярославского округа с августа 1919. Осенью 1919 года бригада Шмидта участвовала в обороне Царицына и проявила себя геройски. 19 ноября 1919 года под селом Лозное соединение разбило значительно превосходившего его противника, а 24 ноября под колонией Тишина искусным манёвром зашло в тыл врангелевцам и смелыми действиями способствовало полному разгрому белогвардейской гренадерской дивизии, которая почти целиком была взята в плен. 29 ноября при наступлении на Царицын комбриг был ранен под Городищем, но остался в строю и личным примером воодушевлял подчинённых. Только после вторичного ранения был вынужден оставить передовую, приказав передать по наступавшим цепям от своего имени: «Товарищи, за мои раны вы верните советской власти Царицын!» К 23 годам уже имел девять боевых ранений.
За воинскую доблесть, проявленную на Восточном фронте, по представлению, подписанному И. В. Сталиным, был удостоен второго ордена Красного Знамени (приказ РВС Республики № 205 от 25 июня 1921).
В конце июня 1920 году – командующий Херсонской группой войск 13-й армии. В конце 1920 года зачислен слушателем младшего курса Военной академии Генерального штаба. Военная академия в то время находилась в ведении и под влиянием наркомвоенмора Л. Д. Троцкого. Однако учёбы Шмидт не закончил. В мае 1921 года возглавил 17-ю червонно-казачью дивизию, переименованную затем во 2-ю Черниговскую червонно-казачью дивизию. По словам будущего генерала А. В. Горбатова, командовавшего в то время 12-м Башкирским кавалерийским полком в составе дивизии, «Шмидт… проявил себя отважным, преданным Советской власти командиром, который всегда был готов выполнить любой приказ и не щадил свою жизнь, отстаивая дело Революции».
После окончания боёв на Западном фронте Гражданской войны на пограничной с Польшей территории Украины бесчинствовали не менее 46 польских и петлюровских банд. Бандитов подпитывали из Польши «правительство Украинской Народной Республики» и польская контрразведка, а базой на месте были кулаки. 2-я Черниговская червонно-казачья дивизия занималась ликвидацией бандитского сопротивления и подполья вести на Подолии. В этих боях Шмидт снова был ранен (всего за годы Гражданской войны был ранен 9 раз).

### Мирное время
Осенью 1921 года бойцы дивизии оказывали помощь безлошадным крестьянам в обработке земли, участвовали в лесоразработках и заготовках дров, восстановили на Подолии ряд сахарных заводов. Д. А. Шмидт взял на себя и просветительскую работу среди населения освобождённых от банд сёл: организовывал там избы-читальни, проводил занятия по ликвидации неграмотности. Полностью был обучен грамоте и личный состав 2-й Черниговской червонно-казачьей дивизии.
С июня 1922 года командир 17-й (2-й Черниговской  имения Германской компартии кавалерийской дивизии Червонного казачества) в Киевском (Украинском) военном округе. Окончив Высшие академические курсы Красной Армии, в августе 1924 возглавил 5-ю Украинскую кавалерийскую школу.
В 1926–1928 годах был командиром и военным комиссаром 7-й Самарской имени Английского Пролетариата кавалерийской дивизии Белорусского военного округа. В 1927 году в дивизию приезжала делегация английских рабочих, вручившая командованию Красное знамя и выразившая желание взять шефство над соединением. С тех пор дивизия носила имя английского пролетариата. Под его началом находился 39-й Мелекесско-Пугачёвский кавалерийский полк под командованием Г. К. Жукова. «Д. А. Шмидт — умница, свои мысли выражал кратко, но, к сожалению, не любил кропотливо работать», — писал о нём Жуков.
Начальник Северо-Кавказской военной кавалерийской школы горских национальностей (с мая 1927).
В 1928 году стал участником скандала с применением оружия: когда один из командиров оскорбил его первую жену Валентину, комдив всадил обидчику пулю в живот и спустил его с лестницы. Обидчик выжил, скандал замяли, а Шмидта направили во Владикавказ для организации Северо-Кавказской кавалерийской школы горских национальностей. В мае 1930 года был назначен заместителем начальника штаба Северо-Кавказского военного округа.
В 1930 году лично принимал участие в подавлении восстания карачаевцев в Кабардино-Балкарии. В 1931 году был зачислен и в 1933 году окончил Военную академию РККА, в июле 1933 – феврале 1934 командир 2-й отдельной механизированной бригады УкрВО, насчитывавшей по штату 2 745 человек и имевшей в своём распоряжении 145 танков Т-26. Таким образом, он стоял у истоков советских бронетанковых сил.
С февраля 1934 по июль 1936 года командовал 8-й отдельной механизированной бригадой в Киевском военном округе. Был недоволен своим положением, но по должности его не повышали: «В Гражданскую войну я был начдивом, водил в бой десять полков, а сейчас у меня аж четыре танковых батальона… Ясно, [другие] люди растут, это закономерно. Но нельзя же забывать о тех, кто имеет заслуги». Его раздражали постоянные изменения в органах управления механизированными войсками, что он относил на счёт непрофессионализма К. Е. Ворошилова.
Весной 1934 году начал строить военный лагерь с водопроводом и электричеством в Вышгороде для своей отдельной танковой бригады, который был построен за 43 месяца. При строительстве уделялось много внимания изобретениям и рационализаторским предложениям.
Остро пережил инцидент на первомайском параде в Киеве в 1934 году, когда на Крещатике прямо напротив правительственной трибуны заглох танк его бригады. На собрании с водителями танков он говорил: «То, что танк стал перед трибуной, это, конечно, позор, но это ещё не всё. А что надо сделать, чтобы он не встал в бою?».

## Конфликт в армии
Ещё в Гражданскую Шмидт подружился с командиром 1-го кавалерийского корпуса Червонного казачества В. М. Примаковым и его сослуживцами: начальником артиллерии М. О. Зюком, комдивом 8-й кавалерийской дивизии Червонного казачества С. А. Туровским. Последний был свояком Шмидта: их жёны были родными сёстрами. Шмидт выдвинул на военную службу своего сослуживца А. В. Горбатова. Эти люди считали, что решающую роль в Гражданской войне сыграла не Первая Конная армия (как провозглашала официальная историография) С. М. Будённого и К. Е. Ворошилова, оказавшихся во главе Вооружённых сил СССР.
«Нужно сказать, кавалеристы — примаковцы, котовцы и будёновцы были патриотами своих корпусов в те далёкие времена, этот патриотизм доходил до антагонизма», — вспоминал генерал А. В. Горбатов. Это выражалось, например, во враждебном отношении представителей различных военных группировок друг к другу. Комдив Л. Г. Петровский признавал, что на Украине конница была разделена на «червонцев» и «будёновцев», «которые между собой враждуют и которых натравливают друг на друга».
«Червонцы» считали, что их карьерный рост сдерживает засилье «конармейцев» в военном руководстве страны, что они достойны большего. Эти настроения поддерживал ещё в бытность наркомвоенмором Л. Д. Троцкий.
И Примаков, и Туровский, и Шмидт признавались, что они «не любили» К. Е. Ворошилова и С. М. Будённого, позволяли себе резко критиковать их и желали смены военного руководства. На февральско-мартовском пленуме Центрального Комитета ВКП(б) в 1937 году К. Е. Ворошилов иронизировал: «Он, Примаков, видел в нас конкурентов: он кавалерист, мы с Будённым тоже кавалеристы. И он, думая, что его слава затмевалась Будённым, ему не давали ходу вследствие того, что Будённый с его единомышленниками из Первой Конной армии заняли все видные посты в кавалерийском строе, он вследствие этого был недоволен и фрондировал».
В 1927 году ветераны-«червонцы» М. О. Зюк, Б. И. Кузьмичёв, В. М. Примаков поддержали «Левую оппозицию». Шмидт тоже проголосовал за Л. Д. Троцкого. К «левым» примкнули старые приятели Д. А. Шмидта – известные военные деятели А. Г. Бармин, Е. А. Дрейцер, В. К. Путна. Накануне XV съезда ВКП(б) ЦК партии под давлением И. В. Сталина отказался публиковать платформу оппозиции, но «левые» начали печатать и распространять её нелегально, – за что многие из них ещё до съезда были исключены из партии в соответствии с резолюцией «О единстве партии», принятой ещё на X съезде и запрещавшей фракционную борьбу.
На XV съезде партии была принята резолюция «Об оппозиции», по итогам которой из партии исключили Троцкого, Зиновьева и 75 иных «активных деятелей троцкистской оппозиции», включая ряд военных. По свидетельствам А. Г. Бармина, Д. А. Шмидт «приехал в Москву на съезд партии как раз в тот момент, когда было объявлено об исключении из партии троцкистской оппозиции. Он был одет, как обычно, в форму своей дивизии: большая чёрная бурка, пояс с серебряными украшениями, огромная сабля и папаха набекрень. Выходя вместе с К. Радеком из Кремля, он столкнулся с И. В. Сталиным. Политические страсти в тот момент были накалены. И. В. Сталин активно интриговал в партийных делах, но ему ещё не удалось подчинить себе партию. Шмидт подошёл к нему и начал полушутя-полусерьезно поносить его, как только может делать это настоящий солдат, то есть такими словами, которые надо слышать, чтобы поверить в это. А под конец сделал вид, что обнажает шашку, и пообещал Генеральному секретарю когда-нибудь отрубить ему уши. Сталин выслушал обиду, не проронив ни слова, с бледным лицом и плотно сжатыми губами. В то время он решил проигнорировать оскорбление, нанесённое ему Шмидтом, но нет никакого сомнения в том, что десять лет спустя, с началом чисток в 1937 г., он всё это вспомнил».
Осенью 1936 г. в телеграмме, обращённой к Л. М. Кагановичу и В. М. Молотову, Сталин пояснял позицию относительно фрондёрства в РККА: «борьба против Сталина, Ворошилова… есть борьба против Советов, борьба против коллективизации, против индустриализации, борьба, стало быть, за восстановление капитализма в городах и деревнях СССР. Ибо Сталин и другие руководители не есть изолированные лица, – а олицетворение всех побед социализма в СССР, олицетворение коллективизации, индустриализации, подъёма культуры в СССР. Надо было сказать, что кто борется против руководителей партии и правительства в СССР, тот стоит за разгром социализма и восстановление капитализма».

### Последние годы
26 ноября 1935 года Д. А. Шмидту было присвоено воинское звание «комдив» с перспективой развёртывания 8-й бригады в механизированный корпус. Бригада Шмидта было продемонстрировано на грандиозных манёврах Киевского военного округа в 1935 году в присутствии военные атташе ряда государств. Несмотря на отрепетированность этих учений, руководство сделало замечание за плохую подготовку разведки (из-за чего соединения в ходе учений неоднократно наносили удар «по пустому месту») и организации связи между авиационными, танковыми и артиллерийскими штабами..
Избирался членом Всеукраинского ЦИК. Имел много друзей в среде творческой интеллигенции, дружил с артистами В. И. Качаловым, Н. П. Хмелёвым, Л. О. Утёсовым, писателями И. Э. Бабелем, Э. Г. Багрицким, В. П. Катаевым, М. А. Светловым и другими. Э. Г. Багрицкий посвятил Шмидту либретто оперы «Дума про Опанаса».
За образцовую службу был представлен к ордену Ленина. После внезапной смерти в мае 1936 года С. С. Шаумяна начальник Автобронетанкового управления Красной армии И. А. Халепский подал К. Е. Ворошилову представление к назначению Шмидта начальником Автобронетанкового управления Ленинградского военного округа. Председатель Совета народных комиссаров В. М. Молотов, говоря об этом времени, признавался: «знали все, что Шмидт, бывший троцкист, не заслуживает большого доверия, но работает, говорят, неплохо, да не просто неплохо, а представляется к награждению орденом Ленина». Против этого назначения выступил заместитель начальника Автобронетанкового управления Г. Г. Бокис, назвав выдвижение Шмидта политической ошибкой. «Шмидт – бывший троцкист, – сказал Г. Г. Бокис, – в Ленинград его посылать нельзя».
5 июля 1936 года был взят под арест в Киеве сотрудниками НКВД СССР и отправлен под конвоем в Москву. В столице ему было предъявлено обвинение в членстве в троцкистско-зиновьевской контрреволюционной террористической организации и подготовке покушения на К. Е. Ворошилова. Следствие длилось в течение 11 месяцев, за этот период он написал несколько писем вышестоящему руководству, но в итоге 1 июня 1937 года признал все предъявленные ему обвинения и дал показания на участников «военного заговора» Б. И. Кузьмичёва, М. О. Зюка, В. М. Примакова, С. А. Туровского (которые вскоре были арестованы). Возглавляли «заговор», по его словам, М. Н. Тухачевский, И. П. Уборевич, И. А. Халепский, И. Э. Якир. Арестованные, в свою очередь, дали показания против Шмидта. На суде Шмидт отказался от своих показаний, заявив, что они добыты при помощи пыток.
19 июля 1937 года Военная коллегия Верховного Суда СССР приговорила Д. А. Шмидта к расстрелу. 20 июля приговор был приведён в исполнение. Тело было кремировано и захоронено в общей могиле на Донском кладбище. Указом Президиума Верховного Совета СССР от 20 июля 1940 лишён государственных наград.
Решением Военной коллегии Верховного Суда СССР от 6 июля 1957 года посмертно реабилитирован. Указом Президиума Верховного Совета СССР от 11 июля 1967 восстановлен в правах на награды.
Жена — Александра Константиновна Шмидт (1914 г.р.) в декабре 1938 года была осуждена как член семьи изменника Родины к пяти годам лагерей. Отбывая наказание, была осуждена вторично сроком на четыре года лишения свободы.

## Личность
Д. А. Шмидт был популярным командиром Красной Армии, но отличался невоздержанностью, граничащей с вседозволенностью. В приёмную командующего Киевским военным округом И. Э. Якира Шмидт мог явиться «в высоких охотничьих сапогах, штатской куртке до колен, в зеленоватой фетровой шляпе». С наркомом по военным и морским делам К. Е. Ворошиловым общался панибратски и мог публично «обласкать» его «добрым словом». «Этот Шмидт, этот хулиган, почему его держали в армии? — объяснял позже К. Е. Ворошилов. — Потому что это — боевой человек, потому что он в своё время был очень хорошим бойцом, но хулиган он был постоянно и большой мерзавец, и мы это знали, но мы пытались его через систему воспитания, через систему всяких органов пропустив, мы хотели сделать из него бойца». Для сослуживцев Шмидт представал «храбрецом, балагуром, остряком, любимцем бойцов, добрым товарищем». Он отличился экстравагантными выходками – например, любил на лошади подниматься к себе в квартиру. Был известен любовными похождениями и приверженностью к спиртному.
Он отличался беззаветной храбростью, был скормен, целеустремлён, любил шутки, был по=детски сентиментален. Его характер сложился в суровой военной обстановке, и таким он остался до конца своих дней.

— Бармин, Александр Григорьевич «Соколы Троцкого»: «Современник»; Москва; 1997; ISBN 5-270-01174-3. Стр 107–110
В кругу близких знакомых Шмидта прозвали «Митька-анекдотчик», особенно за серию так называемых «врунских рассказов» от имени некоего Лёвки-фейерверкера. Нередко персонажами его анекдотов становились высшие партийные и военные руководители страны, что сближало комдива с известным советским политическим деятелем Карлом Радеком (1885–1939). «Крепкий смех – залог здоровья, – говорил Шмидт своему сослуживцу И. В. Дубинскому. – Знаешь, друг, много есть мастеров вызывать у людей слёзы. А я стремлюсь вызывать у людей смех. Говорил же я тебе -только из-за этого мечтал в молодости стать цирковым клоуном. А получилось другое…».

## Отзывы современников
«Шмидт на первый взгляд казался хмурым, неразговорчивым. Потом он поражал меня своеобразным и очень умным юмором. О войне и своих подвигах он не говорил никогда, только как-то сказал, что все войны (он был Георгиевским кавалером в Первую мировую войну) «гнил в бинтах». Хотя он был в полном смысле слова «военная косточка», но в нём не было ни тени солдафонского духа, это был воин-большевик, он вступил в партию в 1915 году. Юмор и любовь к литературе, эрудиция, образованность, которой он нисколько не кичился, сочетались в нём с элегантностью военачальника. В последние годы своей жизни он был командиром танковой бригады.»

— Никулин, Лев Вениаминович «Воспоминания о Бабеле» Москва, 1989 год. ISBN 5-7000-0109-8 Стр. 138, 139.
Однажды на Украине Шмидт в сопровождении двух адъютантов нагрянул в лагерь одного из атаманов, с бандой которого он вел бой. Бандиты были застигнуты врасплох и не посмели арестовать его. Начались переговоры о капитуляции, а когда они зашли в тупик, Шмидт выхватил револьвер и застрелил своего оппонента. К этому времени его бригада уже окружила банду, и той ничего не оставалось делать, как сдаться.

Спустя несколько лет после окончания академии я снова услышал о Шмидте, который в это время служил в Минске. Один из старших офицеров оскорбил его жену, и Шмидт, всадив пулю в живот обидчику, спустил его с лестницы. Обидчик выжил, и скандал замяли».

— Бармин, Александр Григорьевич «Соколы Троцкого»: «Современник»; Москва; 1997; ISBN 5-270-01174-3. Стр 59